# Joachim Bäse
Joachim Bäse (Braunschweig, 1939. szeptember 2. – Braunschweig, 2020. december 22.) német labdarúgó, hátvéd.

## Pályafutása
1959 és 1973 között 321 bajnoki mérkőzésen 31 gólt szerzett az Eintracht Braunschweig színeiben. Tagja volt az 1966–67-es bajnokcsapatnak. 1968-ban egy alkalommal szerepelt a nyugatnémet válogatottban.

## Sikerei, díjai
Eintracht Braunschweig
- Nyugatnémet bajnokság
  - bajnok: 1966–67